# Corallium secundum
Corallium secundum är en korallart som beskrevs av James Dwight Dana 1846. Corallium secundum ingår i släktet Corallium och familjen Coralliidae. Inga underarter finns listade i Catalogue of Life.